# Larry Van Kriedt
Larry Van Kriedt (* 1954, San Francisco, Spojené státy) je basový kytarista, který hrál v rockové skupiny AC/DC. Příležitostně také hrál na saxofon. V roce 1969 se s rodiči přestěhovali do Sydney, kde se seznámil s Malcomem Youngem a začal hrát ve skupině AC/DC. Po odchodu ze skupiny experimentoval s různými styly hudby jako hudebník a producent. Od roku 1997 do 1999 žil v Maroku, kde vystupoval v rozhlasových a televizních pořadech. Dnes pracuje jako jazzový hudebník.